# Villa particulière de Tony Garnier
Ne pas confondre avec la Villa de madame Garnier, son épouse, située au n°5 de la rue de la Mignonne, ni avec la Villa de Mlle Bachelard, amie de Tony Garnier située au n°7.
La Villa particulière de Tony Garnier est située au 1 rue de la Mignonne, quartier de Saint-Rambert-l'Île-Barbe à Lyon, dans le département du Rhône. Cette villa est une concrétisation d'éléments d'une Cité industrielle imaginée par l'architecte et dessinée sur la planche 120 de son ouvrage du même nom.

## Histoire
C'est la première villa réalisée par Tony Garnier pour son usage personnel, dans le quartier de Saint-Rambert-l'Île-Barbe. Elle est construite entre 1910 et 1912. Quelques années plus tard, de 1912 à 1919, il fera construire une autre villa pour sa femme sur le terrain attenant. Enfin, une troisième villa sera bâtie dans la lignée, pour Melle Bachelard. L'ensemble des trois villas est parfois qualifié de « villas à la romaines ».
Elle comporte un nymphée.
En 1957, elle subit un réalignement qui l'ampute d'un tiers de sa surface, lors de l'élargissement du quai Paul Sédallian par la ville.

## Description
La villa occupe au sol 380 m2, avec une surface intérieure de 500 m2. 
C'est à la fois un lieu de vie et de travail : elle inclut trois ateliers . 

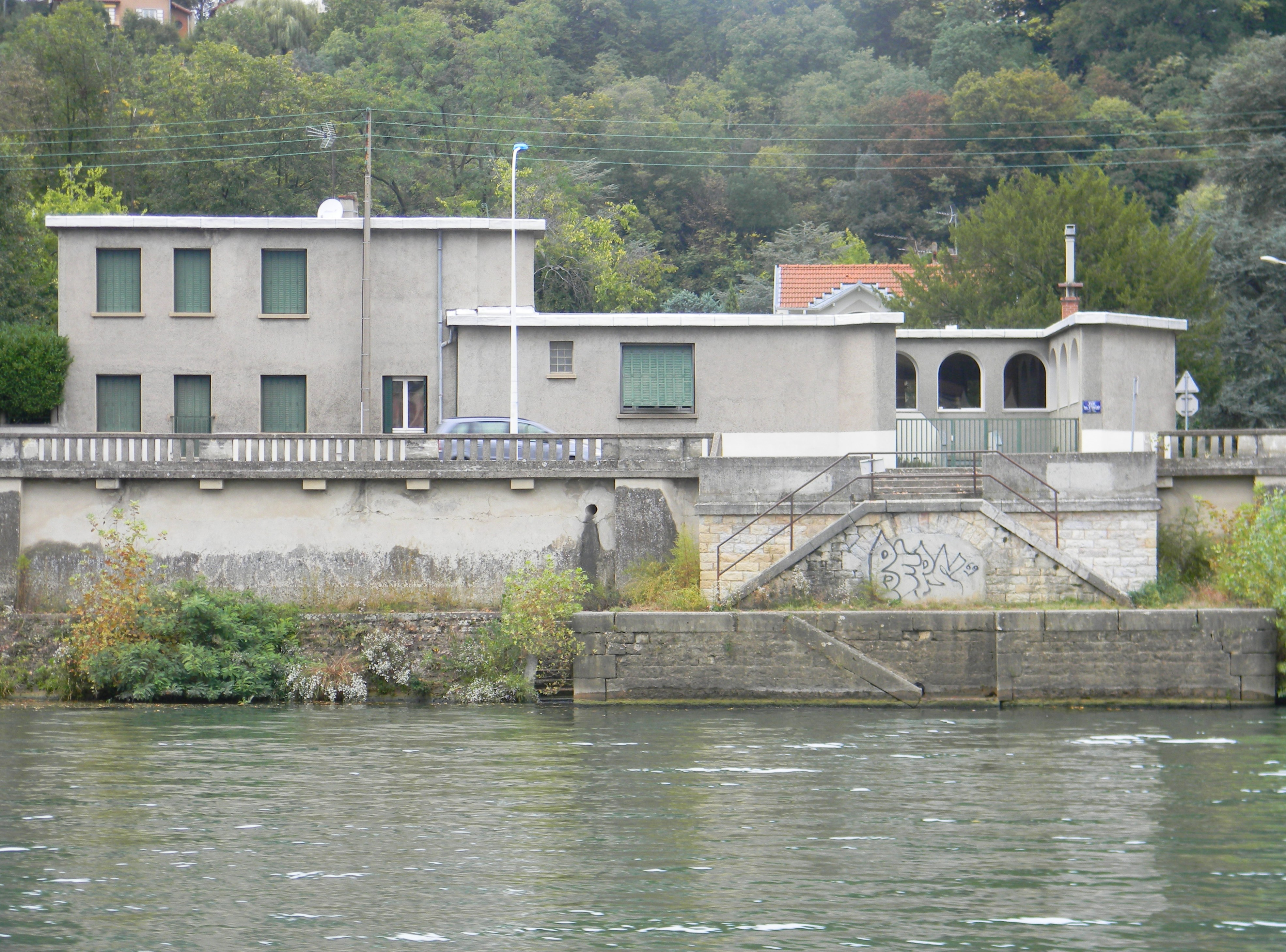
Vue coté quai en 2011.
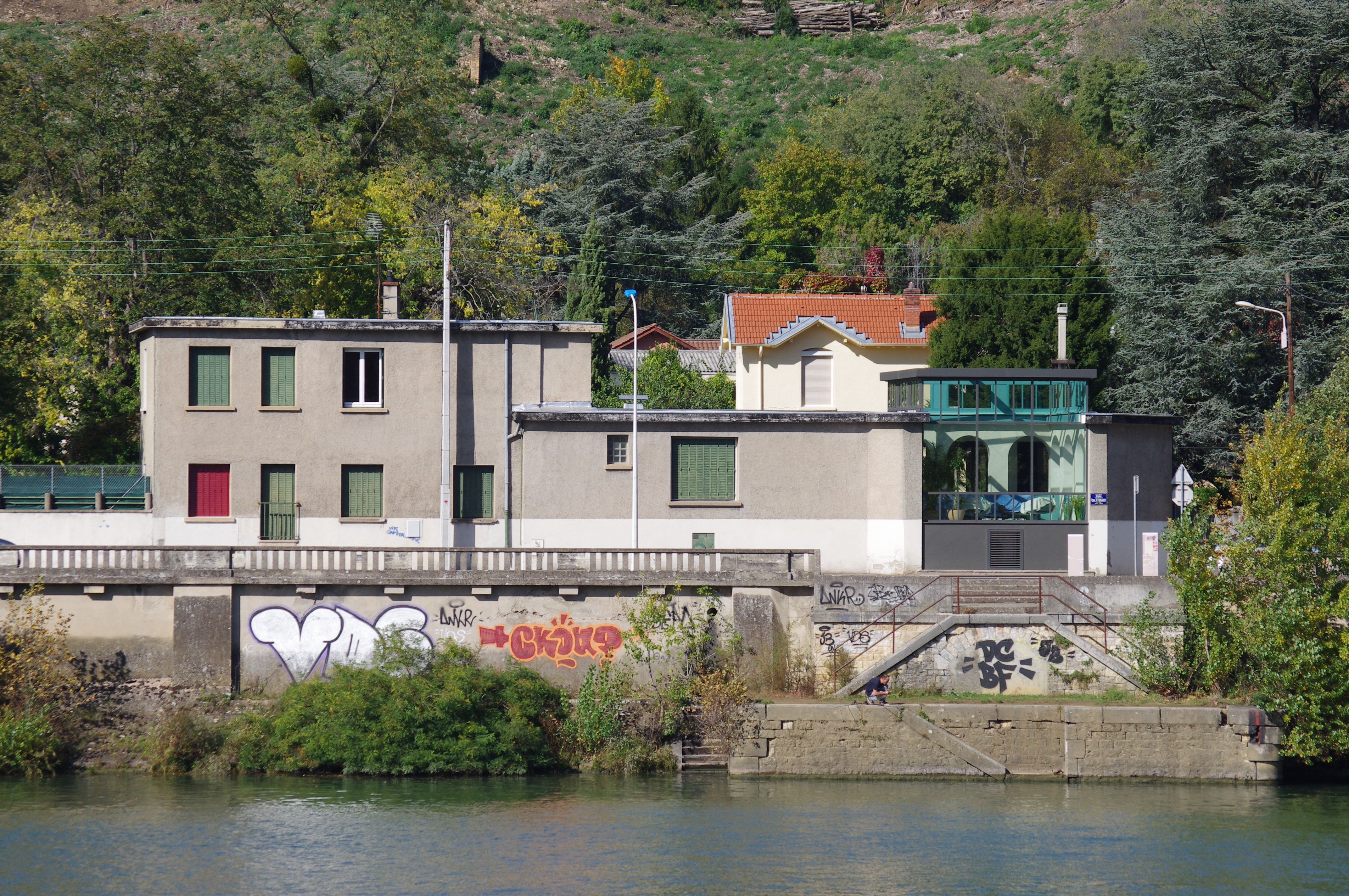
Vue coté quai en 2019.
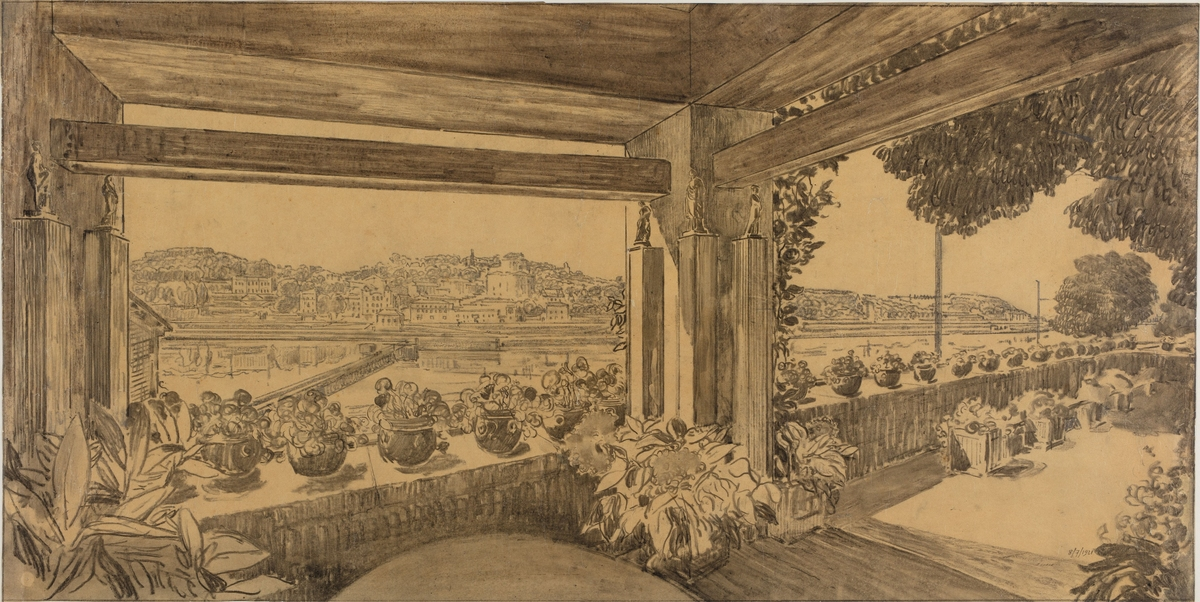
Projet de terrasse imaginé par Tony Garnier, avec vue sur colline de Caluire.
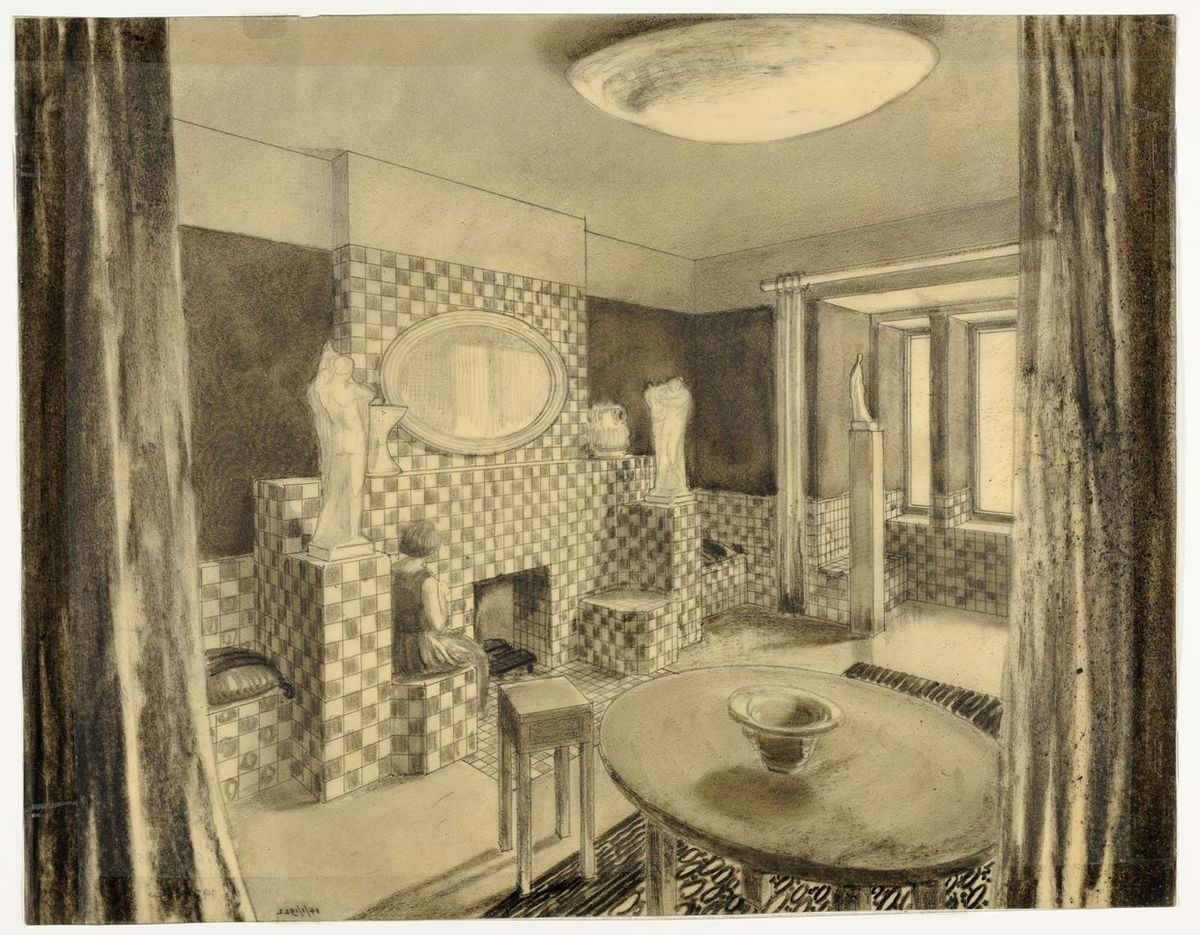
Aménagement intérieur imaginé par Tony Garnier en 1922.

Voir d'autres images sur Commons.